# Kawthaung
Kawthaung (birmano: ကော့သောင်း [kɔ̰θáʊ̯ɴ]; siamés: เกาะสอง [kɔ̀ʔ sɔ̌ːŋ]; malayo: Pulodua; inglés: Victoria Point) es una localidad de Birmania perteneciente a la región de Tanintharyi del sur del país. Dentro de la región, Kawthaung es la capital del distrito homónimo y del municipio homónimo.
En 2014 tenía una población de 57 949 habitantes, en torno a dos quintas partes de la población municipal.
Durante siglos ha sido una zona marítima habitada por diversos grupos étnicos. Tras la primera guerra anglo-birmana (1823-1826), la localidad fue establecida como un puerto fronterizo de la Birmania británica, recibiendo el nombre de "Victoria Point". En 1859, un grupo de chinos y tailandeses crearon el pueblo de Maliwan al norte de Kawthaung, estableciéndose allí la sede administrativa británica. Más tarde, la actual Kawthaung fue creada en 1865 como un poblado árabe-malayo, a donde los británicos trasladaron la sede administrativa en 1891 por ser mejor navegable.
Se ubica en el extremo meridional del país, en una península separada de Tailandia por la desembocadura del río Kraburi. Al otro lado del río se ubica la ciudad tailandesa de Ranong.

## Clima
| Parámetros climáticos promedio de Kawthaung (1981–2010, extremos 1949–presente)                                                                  | Parámetros climáticos promedio de Kawthaung (1981–2010, extremos 1949–presente) | Parámetros climáticos promedio de Kawthaung (1981–2010, extremos 1949–presente) | Parámetros climáticos promedio de Kawthaung (1981–2010, extremos 1949–presente) | Parámetros climáticos promedio de Kawthaung (1981–2010, extremos 1949–presente) | Parámetros climáticos promedio de Kawthaung (1981–2010, extremos 1949–presente) | Parámetros climáticos promedio de Kawthaung (1981–2010, extremos 1949–presente) | Parámetros climáticos promedio de Kawthaung (1981–2010, extremos 1949–presente) | Parámetros climáticos promedio de Kawthaung (1981–2010, extremos 1949–presente) | Parámetros climáticos promedio de Kawthaung (1981–2010, extremos 1949–presente) | Parámetros climáticos promedio de Kawthaung (1981–2010, extremos 1949–presente) | Parámetros climáticos promedio de Kawthaung (1981–2010, extremos 1949–presente) | Parámetros climáticos promedio de Kawthaung (1981–2010, extremos 1949–presente) | Parámetros climáticos promedio de Kawthaung (1981–2010, extremos 1949–presente) |
| Mes | Ene.                                                                            | Feb.                                                                            | Mar.                                                                            | Abr.                                                                            | May.                                                                            | Jun.                                                                            | Jul.                                                                            | Ago.                                                                            | Sep.                                                                            | Oct.                                                                            | Nov.                                                                            | Dic.                                                                            | Anual                                                                           |
| --- | ------------------------------------------------------------------------------- | ------------------------------------------------------------------------------- | ------------------------------------------------------------------------------- | ------------------------------------------------------------------------------- | ------------------------------------------------------------------------------- | ------------------------------------------------------------------------------- | ------------------------------------------------------------------------------- | ------------------------------------------------------------------------------- | ------------------------------------------------------------------------------- | ------------------------------------------------------------------------------- | ------------------------------------------------------------------------------- | ------------------------------------------------------------------------------- | ------------------------------------------------------------------------------- |
| Temp. máx. abs. (°C) | 36.0                                                                            | 37.0                                                                            | 38.7                                                                            | 39.7                                                                            | 39.5                                                                            | 35.5                                                                            | 35.0                                                                            | 35.7                                                                            | 34.5                                                                            | 34.5                                                                            | 39.5                                                                            | 39.0                                                                            | 39.7                                                                            |
| Temp. máx. media (°C) | 31.7                                                                            | 32.9                                                                            | 33.6                                                                            | 33.7                                                                            | 31.6                                                                            | 30.3                                                                            | 29.9                                                                            | 29.6                                                                            | 29.5                                                                            | 29.9                                                                            | 30.5                                                                            | 30.6                                                                            | 31.1                                                                            |
| Temp. media (°C) | 26.7                                                                            | 27.5                                                                            | 28.4                                                                            | 29.2                                                                            | 27.9                                                                            | 26.7                                                                            | 26.5                                                                            | 26.3                                                                            | 26.2                                                                            | 26.5                                                                            | 26.6                                                                            | 26.2                                                                            | 27.1                                                                            |
| Temp. mín. media (°C) | 22.4                                                                            | 23.0                                                                            | 23.8                                                                            | 24.6                                                                            | 24.1                                                                            | 23.6                                                                            | 23.2                                                                            | 23.1                                                                            | 22.7                                                                            | 22.6                                                                            | 22.7                                                                            | 22.2                                                                            | 23.2                                                                            |
| Temp. mín. abs. (°C) | 15.0                                                                            | 12.4                                                                            | 14.0                                                                            | 16.7                                                                            | 13.5                                                                            | 17.5                                                                            | 17.5                                                                            | 14.2                                                                            | 16.5                                                                            | 14.6                                                                            | 12.6                                                                            | 15.2                                                                            | 12.4                                                                            |
| Lluvias (mm) | 6.7                                                                             | 8.0                                                                             | 52.6                                                                            | 106.6                                                                           | 542.8                                                                           | 686.1                                                                           | 651.8                                                                           | 754.6                                                                           | 685.2                                                                           | 480.4                                                                           | 158.3                                                                           | 40.3                                                                            | 4173.4                                                                          |
| Días de lluvias (≥ 0.3 mm) | 4                                                                               | 3                                                                               | 6                                                                               | 11                                                                              | 23                                                                              | 25                                                                              | 26                                                                              | 25                                                                              | 25                                                                              | 23                                                                              | 15                                                                              | 7                                                                               | 193                                                                             |
| Humedad relativa (%) | 72                                                                              | 72                                                                              | 72                                                                              | 75                                                                              | 83                                                                              | 87                                                                              | 87                                                                              | 89                                                                              | 88                                                                              | 86                                                                              | 81                                                                              | 76                                                                              | 81                                                                              |
| Fuente n.º 1: Norwegian Meteorological Institute, Deutscher Wetterdienst (mean temperatures 1949–1990, rainy days 1936–1975, humidity 1951–1967) |                                                                                 |                                                                                 |                                                                                 |                                                                                 |                                                                                 |                                                                                 |                                                                                 |                                                                                 |                                                                                 |                                                                                 |                                                                                 |                                                                                 |                                                                                 |
| Fuente n.º 2: Meteo Climat (record highs and lows)                                                                                               |                                                                                 |                                                                                 |                                                                                 |                                                                                 |                                                                                 |                                                                                 |                                                                                 |                                                                                 |                                                                                 |                                                                                 |                                                                                 |                                                                                 |                                                                                 |